# 拉贝尔纳迪耶尔
拉贝尔纳迪耶尔（法語：La Bernardière，法語發音：[la bɛʁnaʁdjɛʁ]）是法国卢瓦尔河地区大区旺代省的一个市镇，属于永河畔拉罗什区。

## 地理
拉贝尔纳迪耶尔（47°2'59"N, 1°15'58"W）面积14.3 平方千米，位于法国卢瓦尔河地区大区旺代省，该省份为法国西部沿海省份，北起大西洋卢瓦尔省和曼恩-卢瓦尔省，西临大西洋，南至滨海夏朗德省，东部及东南部与德塞夫勒省接壤。
与拉贝尔纳迪耶尔接壤的市镇（或旧市镇、城区）包括：圣伊莱尔德克利松、拉布吕菲耶尔、特雷兹塞普捷、蒙泰居旺代。

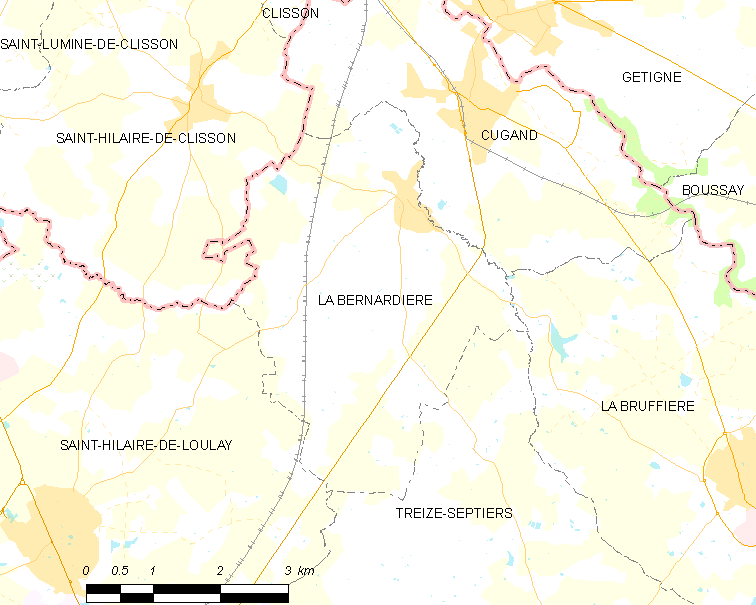
拉贝尔纳迪耶尔的OSM定位图

拉贝尔纳迪耶尔的时区为UTC+01:00、UTC+02:00（夏令时）。

## 行政
拉贝尔纳迪耶尔的邮政编码为85610，INSEE市镇编码为85021。

## 政治
拉贝尔纳迪耶尔所属的省级选区为塞夫尔河畔莫尔塔涅县。

## 人口

1962-2008年间拉贝尔纳迪耶尔人口变化图示

拉贝尔纳迪耶尔于2022年1月1日时的人口数量为1913人。